# Ministério das Forças Armadas Revolucionárias (Cuba)
O Ministério das Forças Armadas Revolucionárias de Cuba (em castelhano:  Ministerio de las Fuerzas Armadas Revolucionarias, MINFAR), também conhecido como o Ministério das FAR, é a mais alta autoridade militar central da República de Cuba, e é o órgão executivo das Forças Armadas Revolucionárias Cubanas. Criado em 16 de outubro de 1959, a sua sede está localizada na Praça da Revolução, em Havana. O atual Ministro das FAR é o General de Corpo de Exército e Chefe do Estado-Maior de longa data, Álvaro López Miera.

## Responsabilidades
A MINFAR dirige, controla e executa a política do Partido Comunista de Cuba e do governo relativamente às atividades da prontidão da nação. É responsável pelo orçamento das Forças Amadas, bem como pela realização de negócios de armamento com outros países. Este ministério cumpre estas obrigações em coordenação com outras agências e instituições governamentais. Os poderes e funções da MINFAR são regulamentados na legislação da Assembleia Nacional do Poder Popular, seguindo a Lei de Defesa Nacional de acordo com a doutrina militar cubana, que é preparada e realizada sob a direção do Partido Comunista de Cuba, como força dirigente superior da sociedade e do Estado. A política de Defesa e Segurança Nacional cubana baseia a sua concepção estratégica na Guerra de Todo o Povo (em castelhano:  Guerra de Todo el Pueblo).

## História
A criação do ministério começou após o o triunfo da Revolução Cubana em janeiro de 1959, durante a criação dos órgãos governamentais e a transformação do exército rebelde e das unidades milicianas formadas numa base territorial em forças armadas regulares. A principal característica da estrutura política cubana nesse período foi a sua extrema dispersão, pois não havia uma separação clara entre as três instituições básicas do Estado: o exército, o partido e a administração pública. Fidel Castro assumiu um governo personalista de todos os assuntos apoiado no seu carisma e concentrando poderes pela falta de institucionalização. O próprio Fidel se tornaria Primeiro-Ministro, Primeiro Secretário do Partido e Comandante-em-Chefe das Forças Armadas.
Em 23 de janeiro de 1959 foi promulgada a Lei nº 100, que dispunha sobre a cessão dos órgãos e suas atribuições ao Ministério da Defesa no processo de reorganização que a Lei nº 13 de 13 de janeiro de 1959 havia indicado. Através desta Lei, as Forças Armadas passaram a ser constituídas pelo Exército Rebelde, pela Força Aérea, pela Marinha e pela Polícia Nacional Revolucionária (PNR). Foi então criada a Força Aérea Rebelde (Lei nº 147 de 10 de março de 1959), logo seguida pela criação das Forças de Combate Tático em 20 de abril de 1959, sob o Comandante Félix Duque Güelmes. Em 16 de outubro de 1959 foi aprovada a Lei nº 600, que deu origem à criação do MINFAR, em substituição do anterior Ministério da Defesa Nacional, extinto pela Lei n.º 599, de 16 de outubro; e Raúl Castro foi nomeado para o cargo de Ministro da Defesa. Os Departamentos do anterior ministério que não foram transferidos para o MINFAR foram atribuídos ao INRA, que fora criado em maio de 1959.
A Lei nº 600 será o quadro regulamentar pelo qual se regerá o MINFAR, que terá a seu cargo dirigir e executar a política do Estado. Através do MINFAR é exercido o comando das FAR, o seu órgão principal será o Estado-Maior Geral (EMG) e contará com dez departamentos desde 9 de novembro de 1959. Em 6 de junho de 1961, o Ministério do Interior passou a Ministério do Interior (MININT) e algumas unidades do MINFAR passaram a depender do novo ministério, como o Departamento de Inteligência, o PNR e a Polícia Marítima. Em Janeiro de 1962, o MINFAR foi organizado sob a fórmula de direções EMG+17 seguindo o modelo soviético. Em fevereiro de 1962, foi criada a Diretoria de Defesa Popular (DP), que em abril de 1962 passou a se chamar Estado-Maior Central de Defesa Popular. Em 16 de abril de 1962 foi declarado o caráter socialista da Revolução.
Desde 1960, a assistência a Cuba começou por parte da URSS e de outros Estados socialistas; notadamente equipamento militar. Em 1962, foi inaugurado em Cuba um centro de formação soviético, onde se iniciou a formação de militares cubanos seguindo o molde do Pacto de Varsóvia. Em 1965, houve a reorganização das Brigadas Militares de Apoio à Produção (UMAP) e as Divisões de Infantaria Permanente (DIP), que se fundirão com as Brigadas Trabalhistas de forma a criar o Exército Juvenil do Trabalho (em castelhano:  Ejercito Juvenil del Trabajo, EJT). O EJT é separado do exército regular e centraliza as forças paramilitares de modo a evitar a proliferação de grupos militares paralelos às estruturas administrativas do MINFAR.

## Estrutura de liderança
| Nº | Função                 | Titular               |
| -- | ---------------------- | --------------------- |
| 1  | Primeiro Secretário    | Miguel Díaz-Canel     |
| 2  | Comandante em Chefe    | Miguel Díaz-Canel     |
| 3  | Ministro das FAR       | Álvaro López Miera    |
| 4  | Chefe do Estado-Maior  | Álvaro López Miera    |
| 5  | Primeiro Vice-Ministro | Ramón Espinosa Martín |
| 6  | Vice-Ministro          | Joaquín Quintas Solá  |

## Ministros
| Nº | Retrato | Ministro                         | Mandato                                           | Duração          | Posto                        | Ref.  |
| -- | ------- | -------------------------------- | ------------------------------------------------- | ---------------- | ---------------------------- | ----- |
| 1  |         | Raúl Castro (1931–)              | 16 de fevereiro de 1959 – 24 de fevereiro de 2008 | 49 anos, 8 dias  | General de Exército          | [ 5 ] |
| 2  |         | Julio Casas Regueiro (1936–2011) | 24 de fevereiro de 2008 – 3 de setembro de 2011 † | 3 anos, 191 dias | General de Corpo de Exército | [ 6 ] |
| 3  |         | Leopoldo Cintra Frías (1941–)    | 9 de novembro de 2011 – 15 de abril de 2021       | 9 anos, 157 dias | General de Corpo de Exército | [ 7 ] |
| 4  |         | Álvaro López Miera (1943–)       | 15 de abril de 2021 – no posto                    | 3 anos, 178 dias | General de Corpo de Exército | [ 8 ] |